# 2012 у Тернопільській області
| Роки в Тернопільській області: ← · 2000 · 2001 · 2002 · 2003 · 2004 · 2005 · 2006 · 2007 · 2008 · 2009 · 2010 · 2011 · 2012 · 2013 · 2014 · 2015 · 2016 · 2017 · 2018 · 2019 · 2020 · 2021 · 2022 · 2023 · 2024 · 2025 Див. також: XIX століття · XX століття |

## Річниці

### Річниці заснування, утворення
- 490 років із часу заснування міста Чорткова (1522)
- 75 років тому (1937) засновано Кременецький краєзнавчий музей
- 20 вересня — 45 років тому (1967) засновано Денисівський краєзнавчий музей

### Річниці від дня народження
- 2 січня — 125 років від дня народження українського математика Миколи Чайковського (1887—1970);
- 17 лютого — 120 років від дня народження патріарха Української греко-католицької церкви Йосифа (Сліпого) (1892—1984);
- 18 квітня — 80 років від дня народження українського поета, публіциста Георгія Петрука-Попика (1932—2006);
- 12 червня — 120 років від дня народження українського публіциста, видавця, церковного діяча, композитора, лікаря Арсена Річинського (1892—1956);
- 13 липня — 50 років від дня народження українського режисера, художнього керівника Тернопільського академічного обласного театру актора ляльки Івана Шелепа (нар. 1962);
- 15 липня — 120 років від дня народження української політичної та громадської діячки, журналістки, письменниці Мілени Рудницької (1892—1976);
- 2 серпня — 60 років від дня народження українського письменника, журналіста, редактора, краєзнавця Богдана Мельничука (нар. 1952);
- 18 серпня — 125 років від дня народження української співачки, педагога Ганни Крушельницької (1887—1965);
- 27 серпня — 60 років від дня народження українського театрознавця, режисера Михайла Форгеля (1952—2006);
- 23 вересня — 140 років від дня народження української народної співачки, педагога Соломії Крушельницької (1872—1952);
- 29 вересня — 140 років від дня народження українського фольклориста, педагога та перекладача Осипа Роздольського (1872—1945);
- 30 жовтня — 130 років від дня народження українського художника Михайла Бойчука (1882—1937);
- 4 листопада — 125 років від дня народження українського вченого-ентомолога, публіциста, поета, політичного, культурного та громадського діяча Олександра Неприцького-Грановського (1887—1976);
- 4 листопада — 140 років від дня народження українського поета, прозаїка, перекладача, літературознавця, художника, педагога Богдана Лепкого (1872—1941);
- 17 грудня — 75 років від дня народження української акторки Марії Гонти (нар. 1937).

## Події
- 23 жовтня — рішенням Тернопільської обласної ради № 1448 площу Дичківського джерела збільшено до 0,03 га.

## З'явилися
- у місті Бучачі розпочала свою діяльність громадська організація «Бучач-АРТ»

## Видання
- від листопада виходить щомісячник Тернопільської єпархії Української православної церкви Київського патріархату «Лампада Православ'я»